# Véronique Blaise
Véronique Blaise (nom de plume d'Yveline Fossat) est une romancière française née en 1930.
Elle fut quelques années la femme du poète et éditeur Pierre Seghers qu'elle épousa en décembre 1951.

## Publications
- Pays, poèmes, Paris, Collection P.S, Seghers, 1948
- Le Jour des rois, roman, Paris, Seghers, 1950
- Le Temps de notre vie, roman, Paris, N.R.F., Gallimard, 1957
- Seven to Seven, roman, Paris, Seghers, 1961